# Агрба, Алексей Сергеевич
Алексей Сергеевич Агрба (абх. Алексеи Сергеи-иԥа Агрба; 1897, с. Лидзава, Сухумский округ, Кутаисская губерния, Российская империя — 21 апреля 1938, полигон «Коммунарка», Московская область, РСФСР, СССР) — советский государственный и партийный деятель Абхазии, Грузии, Азербайджана, Закавказской СФСР. Председатель ЦИК Абхазской АССР (1937). Расстрелян в 1938 году, реабилитирован посмертно.

## Биография
Родился в бедной многодетной крестьянской семье, получил педагогическое образование (2-классная учительская школа в Гудаутах и 2-годичные учительские курсы в Сухуми, по окончании которых ему было присвоено звание народного учителя). С 1917 г. работал учителем в родном селе. В 1917 г. был председателем Лидзавского комитета общественной безопасности, до 1920 г. — участник подпольного революционного движения в Абхазии. Член РКП(б) с 1920 г.
В период правления меньшевиков в Грузии по заданию Гудаутского подпольного большевистского комитета служил заместителем начальника уездной милиции. В июне 1920 был арестован по обвинению в связи с большевиками, заключен в сухумскую тюрьму и предан военно-полевому суду. В связи с наступлением Красной Армии был переведён в тюрьму Поти, затем — в тюрьмы Кутаиси и Батума, где в марте 1921 г. был освобождён после установления Советской власти в Абхазии и назначен председателем Кодорского уездного ревкома (с 1922 г. — уездного исполнительного комитета. В мае 1922 г. назначен наркомом по военным и военно-морским делам ССР Абхазии. С 1922—1924 гг. — председатель Чрезвычайной комиссии при СНК ССР Абхазия, одновременно с марта 1923 г. — народный комиссар внутренних дел ССР Абхазия, с конца 1923 г. — заместитель председателя СНК ССР Абхазии.
В 1923 г. переведен на работу в ГПУ при СНК ССР Грузия, ЗСФСР. В 1929 г. становится членом Коллегии ГПУ Грузии и Закавказья. С февраля 1929 по ноябрь 1931 г. — заместитель председателя ГПУ при СНК Азербайджанской ССР (сменил на этом посту Л. П. Берия).
В ноябре 1931 — марте 1933 г. — полномочный представитель ОГПУ по ЗСФСР, одновременно председатель ГПУ при СНК ЗСФСР,
- 1933—1934 гг. — председатель ГПУ при СНК Азербайджанской ССР,

26 января—10 февраля 1934 года делегат XVII съезда ВКП(б).
- 1934—1936 гг. — второй секретарь ЦК КП(б) Азербайджана (первый — Мир Джафар Багиров),
- 1936—1937 гг. — первый секретарь Абхазского областного комитета КП(б) Грузии, также введен в состав Бюро ЦК КП(б) Грузии.

С февраля по сентябрь 1937 г. — председатель ЦИК Абхазской АССР. При нем в Абхазии начались массовые аресты.
Избирался членом ЦИК СССР 7-го созыва (1935−1937).
В сентябре 1937 г. арестован по обвинению в «создании в республике контрреволюционной буржуазно-националистической организации». Внесен в список «Москва-центр» от 19 апреля 1938 г. по 1-й категории («за» Сталин, Молотов, Каганович, Жданов). Осужден формальным приговором ВКВС СССР 21 апреля 1938 г. и расстрелян в тот же день. Место захоронения- Московская обл., «Коммунарка». Посмертно реабилитирован.

## Награды и звания
Награждён орденом Ленина (22.03.1936) и двумя орденами Трудового Красного Знамени (ЗСФСР и Грузинской ССР), двумя знаками «Почётный сотрудник госбезопасности».
А. С. Агрба установлен памятник в Пицунде и названа улица в его честь.